# Bert Peleman
Bert Peleman (Puurs, 13 april 1915 – Antwerpen, 5 augustus 1995) was een Vlaams dichter en schrijver.

## Levensloop
Peleman, zoon van een kruidenier, volbracht zijn humaniora in het Klein Seminarie van Hoogstraten, waar zijn leraars Ast Fonteyne en Remi Lens bij hem de belangstelling voor toneel en kunst opwekten. Hij vervolgde met anderhalf jaar politieke en sociale wetenschappen in Leuven, maar onderbrak die studie tijdens het tweede jaar. Hij had zich vooral onledig gehouden met het oprichten van een studentencabaret, waarmee hij optrad, onder meer voor de radio.
In die tijd raakte hij, onder de invloed van Jef Van Bilsen, in de ban van Joris Van Severen en werd lid van het Verdinaso. Beroepshalve werd hij redacteur voor de cultuurbladzijde van De Courant en in 1939 werd hij medewerker bij het Nationaal Instituut voor de Radio-omroep (NIR).
In 1939 werd hij gemobiliseerd als luitenant in het Belgisch leger. Hij publiceerde een boekje, Wij, soldaten, met fervente lofbetuigingen aan het adres van het koningshuis. Krijgsgevangen na de Achttiendaagse Veldtocht werd hij tot in juli 1940 in Beieren opgesloten.
Na zijn terugkeer werd hij lid van de Eenheidsbeweging-VNV. Hij werd hoofdreferent voor kunst en cultuur bij de door de bezetter gecontroleerde Radio Brussel en werd ondervoorzitter van de Duitsgezinde Brabantse kunstfederatie. In 1942 verliet hij de radio om de leiding te nemen van het departement Stijl en Vorming van de Dietsche Militie - Zwarte Brigade. Als gevolg hiervan liep hij vaak in het uniform van de Zwarte Brigade rond en reisde hij naar het Oostfront, waar zijn broer soldaat was. Hij schreef ook de Mars van het Vlaams Legioen, getoonzet door Karel De Brabander, met onder meer het volgende vers:
Wij volgen het vaandel der leeuwen
door sikkel en hamer onteerd
Ons horen de komende eeuwen
Te wapen voor outer en heerd.
Wegens meningsverschillen verliet hij einde 1943 de Zwarte Brigade en werd tot aan het einde van de bezetting hoofdredacteur van het geïllustreerd weekblad De illustratie, een zusterblad van het collaborerende Volk en Staat.
Na de bevrijding werd Peleman gearresteerd op beschuldiging van collaboratie met de vijand en in 1946 werd hij ter dood veroordeeld wegens hoogverraad en tevens van medeplichtigheid aan de plundering van de woning van de burgemeester van Sint-Kwintens-Lennik. Na zijn verblijf in het Hechteniskamp Lokeren, werd in maart 1947 de straf in beroep bevestigd maar in april 1948 omgezet tot levenslange hechtenis. Einde 1950 kwam hij vervroegd vrij, onder meer dankzij de inspanningen van verschillende letterkundigen, in de eerste plaats de Leuvense professoren Albert Westerlinck en Willy Peremans.
Hij hield zich voortaan afzijdig van actieve politiek en legde zich toe op de promotie van het toerisme in Vlaanderen, meer bepaald in de Brabantse Scheldestreek. Hij stichtte hiervoor verenigingen, zoals Mercatoria (1955) en Scaldiana (1957). In 1969 was hij de initiatiefnemer voor het Schelde-eiland in Rupelmonde.
Hij werd de eerste directeur van de uitgeverij Mercatorfonds (1965-1966) en artistiek directeur bij de uitgeverij Buschmann (1966-1978). Hij leidde er de reeks publicaties onder de naam Flandria Illustrata. Hij werd ook lid en voorzitter van de Antwerpse Uilenspiegelgezellen (vanaf 1966) en van de internationale kunstenaarskring De 7 rond Tijl (vanaf 1977).
In 1986 kwam hij nog in het nieuws omdat de hem toegekende benoeming tot ridder in de Orde van Leopold II werd ingetrokken, na protest van verzetsstrijders en Waalse socialisten.

## Letterkundige
In 1937 kreeg Peleman de poëzieprijs van de provincie Antwerpen voor zijn dichtbundel Variante voor harp. Hierin wordt het volkse leven van de boeren verheerlijkt. Het leven van de boeren en vissers in de Scheldestreek zijn vaak een thema in zijn werk. De Schelde was een heel belangrijke inspiratiebron voor Peleman. Zo zei hij in een interview: Voor mij is de Schelde eerder een bovenaardse dan geografische stroom geworden. Ze is voor mij uitgegroeid tot een slagader, een symbool van ebbe en vloed.
Vanaf 1938 schreef hij ook verzen voor Dietsche Warande en Belfort en publiceerde ook in het meer personalistische tijdschrift Vormen.
Zijn latere werk werd door zijn ervaringen tijdens en na de Tweede Wereldoorlog soberder en somberder. Hij haalde veel inspiratie bij de figuren van Reinaert de Vos en Tijl Uilenspiegel, die hij beschouwde als uitdrukkingen van de Vlaamse vrijheidsgeest.

## Publicaties
- Tocht (1934), dichtbundel met anti-communistische ondertoon
- Alsute maged (1936)
- Variante voor harp (1937), bekroonde dichtbundel
- Horizont (1938)
- Van den ruiter die naar Hanswijk reed (1938)
- Wij, soldaten (1939)
- Nacht der verdwazing (1939)
- Open jacht (1940)
- Land aan de Schelde (1940)
- Gestalten uit den vuurdoop (1941)
- Gij leeft in ons! (1941)
- Sluit de gelederen! (1942)
- Boerenlyriek (1942)
- De meivisch zwom voorbij (1944)
- Schoon Scheldend (1944)
- Bij zandloper en zeis (1948), dichtbundel over het repressieleed
- Karmijnrood (1949)
- Met hulst en marentak, 'n Winterboek voor jong en oud (1951)
- Eeuwige Schelde (1953)
- Ruiters voor den vrede (1953)
- De trouweloze wereld (1954)
- Dankgebeden van de man Job (1963)
- Hellas zonder herdersfluit (1964)
- Stroom van vreugde en verdriet (1965)
- De Schelde van de bron tot aan de zee (1967)
- In het spoor van Uilenspiegel, schalk en vrijheidsheld (1968)
- De Noordzee van Knokke tot De Panne (1969)
- Harte-Vlaanderen (1970)
- Lier, historische stad (1970)
- Kastelen in Vlaanderen (1971)
- De woonark (1972)
- Monnik voor een dag, een bonte abdijgids voor Vlaanderen (1973)
- Volk van Bosch en Breugel (1974)
- De liefde boven 't branden van de haat (1976)
- Van vuur en ijs (1979)
- Verzamelde gedichten (1980), editie G. Wittebols
- Naar waar de windroos wijst (1980)
- Guido Gezelle, geïllustreerde meertalige bloemlezing (1980)
- 100 rozen voor eros, tweetalige bloemlezing Vlaamse liefdeslyriek (1980)
- De zeven visioenen van Tijl Uilenspiegel (1981)
- Franciscus en de Vlaamse gaai (1982)
- Geboeid maar... ongebonden, getuigenissen uit een beloken tijd (1983)
- Muziek die zoetste balsem zijt... (1985)
- Nog bloeit in mij de herfst (1990)
- Zingende golven (1990)